# Stevens Model 77E
Stevens Model 77E là loại súng shotgun nòng ngắn được sử dung rộng rãi nhất trong chiến tranh Việt Nam. Còn được biết đến với tên "súng hào" hay "súng bạo động".
Stevens Model 77E là mẫu súng shotgun đầu tiên có tấm chống giật làm bằng cao su, tích hợp them day đeo và báng gỗ. Nhìn chung Model 77E có chất lượng tốt và ổn định, nhưng không bền bằng súng shotgun cùng loại là Ithaca Model 37. Ngoài ra điểm nối giữa báng súng với thân súng hay bị vỡ là điểm yếu bị phàn nàn nhiều nhất của Model 77E
Model 77E bắn phát một. Dùng chủ yếu bởi quân lực Hoa Kỳ, thủy quân lục chiến Hoa Kỳ và quân lực VNCH. Có tổng cộng 66700 khẩu Stevens Model 77E được sản xuất trong suốt chiến tranh Việt Nam.

## Đặc tính kỹ thuật
- Nòng dài 51 cm
- Cỡ đạn: đạn ghém 12 gauge

## Quốc gia sử dụng
- Cuba
- Pháp
- Hồng Kông
- Ấn Độ
- Israel
- Nhật Bản
- Hàn Quốc
- Myanmar
- Nepal
- Qatar
- Rwanda
- Somalia
- Nam Phi
- Thái Lan
- Hoa Kỳ
- Cộng hòa Miền Nam Việt Nam
- Việt Nam Dân chủ Cộng hòa
- Việt Nam